# Vladimir Šola
Vlado Šola (Prisoje kod Tomislavgrada, 16. studenog 1968.) bivši je hrvatski rukometni vratar.
Ponikao u "Budućnosti" iz Sesvetskog Kraljevca, kasnije je igrao za Medveščak i otišao u inozemstvo. Roditelji, Ile i Matija, doselili su se u Kraljevec iz Prisoja između Tomislavgrada i Livna početkom 1970-ih. Sada živi u Dugom Selu.
S reprezentacijom je osvojio zlatne medalje na Olimpijskim igrama 2004., Svjetskom prvenstvu 2003. te na Mediteranskim igrama 1993. u Languedoc-Roussillonu. Srebrne medalje osvojio je s reprezentacijom na Svjetskim prvenstvima 1995. i 2005. godine, a brončanu na Europskom prvenstvu 1994.
Kao trener vratara u stručnom stožeru reprezentacije pod vodstvom izbornika Slavka Goluže, osvojio je brončane medalje na Olimpijskim igrama i Europskom prvenstvu 2012. godine. 
Bivši je izbornik crnogorske reprezentacije i bivši trener RK Dubrava.
Kao član Hrvatske rukometne reprezentacije 2004. dobitnik je Državne nagrade za šport "Franjo Bučar".
Zvijezda je emisije RTL Televizije Pobijedi Šolu.

## Vanjske poveznice
- Oni pobjeđuju: Vlado Šola, Al Jazeera Balkans, 24. ožujka 2023.